# Kelebia
Kelebia (kroatisch Kelebija, serbisch Келебија) ist eine ungarische Gemeinde im Kreis Kiskunhalas im Komitat Bács-Kiskun. Sie liegt gut 20 Kilometer südlich von Kiskunhalas und zwei Kilometer nördlich der Grenze zu Serbien.

## Gemeindepartnerschaften
- Montecassiano, Italien

## Sehenswürdigkeiten
- Eisenbahner-Gedenkhaus (Vasutas Emlékház) im ehemaligen Eisenbahnwachhaus, erbaut 1882 (seit 2001 Museum)
- Kárpát Fesztivál
- Römisch-katholische Kirche Körösaljai Árpád-házi Szent Margit
- Römisch-katholische Kirche Krisztus Király, erbaut 1928
- Skulptur Integető lány (Das winkende Mädchen), erschaffen 1963 von István Szabó jun.
- Szent-István-király-Statue, erschaffen von Jenő Kovács

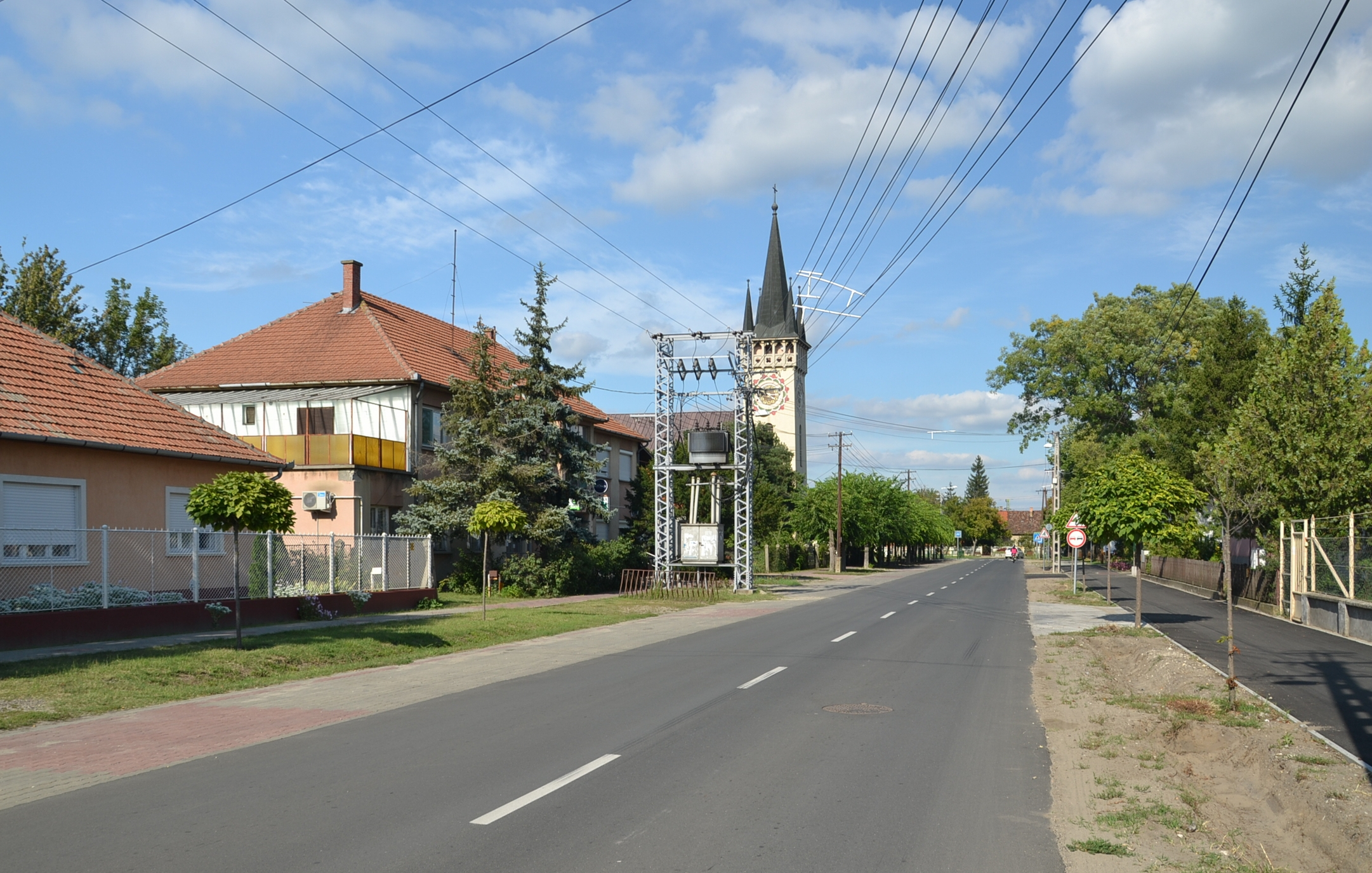
Blick auf die römisch-katholische Kirche Krisztus Király
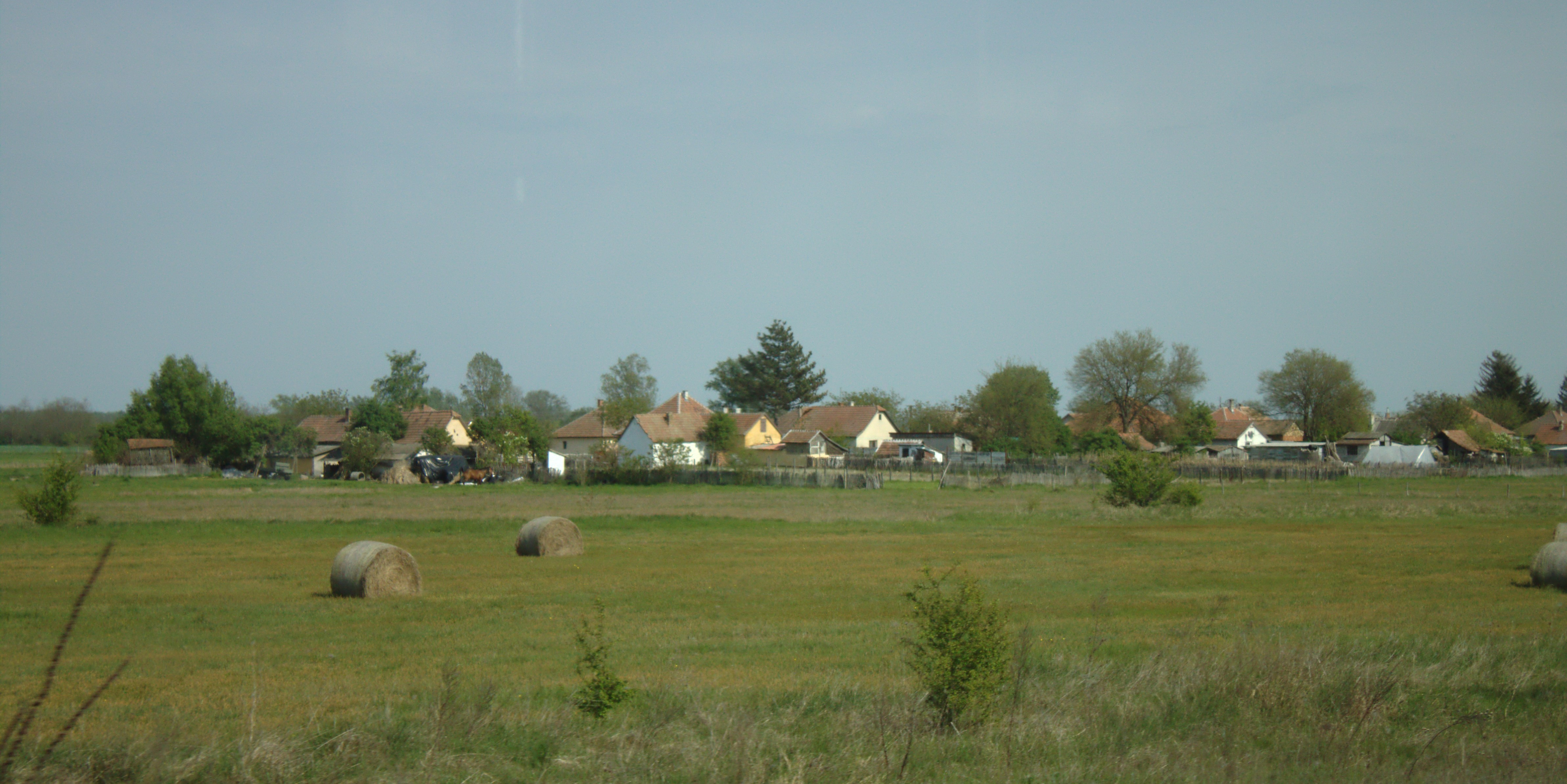
Landschaft bei Kelebia

## Verkehr
Durch Kelebia verläuft die Landstraße Nr. 5501. Die Gemeinde ist angebunden an die
Eisenbahnstrecke Budapest–Belgrad.